# Frank Beutel

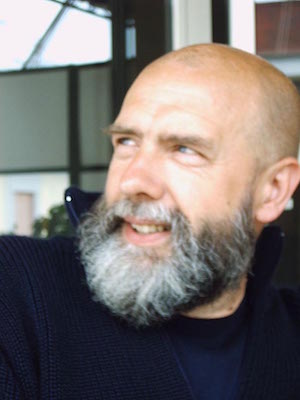
Frank Beutel

Frank Beutel (* 1955 in Zernsdorf) ist ein deutscher zeitgenössischer Künstler. Seine Arbeiten umfassen großformatige Wandmalereien, Malereien in Öl auf Leinwand und Handzeichnungen.

## Leben
Frank Beutel lebt und arbeitet seit 1977 in Berlin und seit 1999 in Zeuthen. 1981 bis 1986 studierte er an der Kunsthochschule Berlin-Weißensee und im Institut für Baugebundene Kunst (Monbijoupark Berlin) Wandmalerei, Malerei und Grafik bei den Professoren Heinrich Tessmer und Dieter Gantz.
Seit 1986 arbeitet Beutel freischaffend vorwiegend in Berlin. Er war von 1986 bis 1989 Mitglied der Konzeptionsgruppe Baugebundene Kunst im Verband Bildender Künstler der DDR in Berlin-Buch. Seitdem entstanden viele Wandmalereien in Berlin und Umgebung, so z. B. 1998 das Projekt „Gendarmenmarkt – Square Of Respect“, fünf Bilder in Öl auf Leinwand und zu diesen Bildern fünf Miniaturen für Orchester von Sachar Katz.
Nach Studienreisen nach Pompeji, Rom und Florenz entstanden im Jahr 2015 vier große Wandmalereien „Wohnen am See“ in Zernsdorf. Seit 2015 führt Beutel zunehmend Arbeiten in Sgraffito, Seccomalerei und Fresko aus.

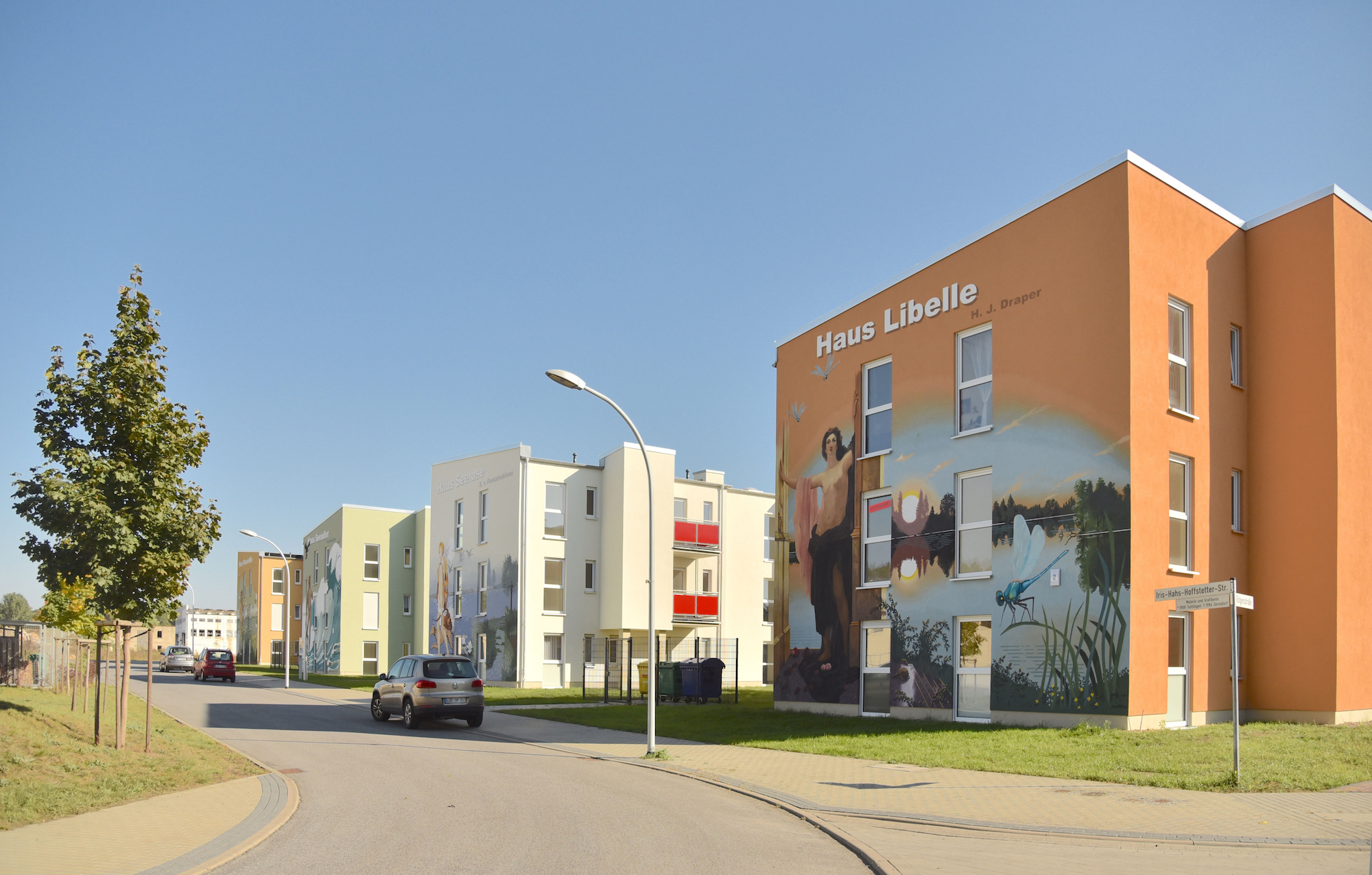
Zernsdorf 2015

## Ausstellungen (Auswahl)
- 1986: Brühlsche Terrassen; Dresden
- 1989: Werkstatt 89 Galerie Weißer Elefant mit Drassdo, Kain, Münch, Berlin-Mitte
- 1990: Galerie Cardoso-Ribeiro; Berlin-Kreuzberg
- 1991: Deutsche Bundesbahn Berlin-Lichtenberg
- 1992: Ausstellung der Künstler der Galerie Cardoso-Ribeiro, Berlin-Kreuzberg
- 1993: Freie Berliner Kunstausstellung
- 1993: Kunstsalon Berlin-Lichtenberg
- 1994: Kunstausstellung im LCC Berlin mit den Malern Göllner und Hammington, Berlin-Lichtenberg
- 1994: Ausstellung im Palais am Festungsgraben, Berlin-Mitte
- 1995: Ausstellung im Hotel Mercure, Potsdam
- 1996: Ausstellung bei Sotheby’s Berlin
- 1996: Ausstellung im Haus der Wirtschaft, Berlin
- 1998: Ausstellung im Palais am Festungsgraben mit Konzert, Dirigent Sachar Katz, Berlin-Mitte
- 2000: Ausstellung Kunstraum in der Pyramide Berlin-Marzahn
- 2001: Ausstellungsbeteiligung Kunst gegen Gewalt Berlin-Marzahn
- 2002: Ausstellung Galerie Alte Feuerwache Eichwalde
- 2004: Ausstellung Galerie Remise Berlin-Pankow
- 2005–2008: mehrere Ausstellungsprojekte in der Patronatskirche Schulzendorf bei Berlin
- 2010: „Zeitzeichen“, Rathaus Lübben, Künstlergruppe 2010
- 2010: Ausstellung Kreishaus Schwelm, Ennepe-Ruhr-Kreis, Künstlergruppe 2010
- 2012: Ausstellung Galerie “Maximus”, Berlin–Karlshorst
- 2013: Ausstellung Landratsamt Lübben „Vertikale Galerie“
- 2014: Ausstellungsbeteiligung Städtisches Museum Eisenhüttenstadt, Künstlergruppe 2010
- 2017: Ausstellung in der Galerie der Kreuzkirche Dresden mit Günter Böhme und Hans der Fährmann

## Kunst im öffentlichen Raum 1987–2017 in Berlin und Brandenburg
- Wandmalerei „Toskana“, Berlin, Sybelstr. 31, Februar 2017
- Wandmalerei „Historischer Kiosk“, Königs Wusterhausen, Küchenmeisterallee 79, Juli 2016,
- Wandmalerei, Altersgerechtes Wohnen „Wohnen am See“, Zernsdorf, Iris-Hahs-Hoffstetter-Str., 2015,
- Wandmalerei, Altersgerechtes Wohnen „Haus Sonnenblume“, Bestensee, Motzener Str. 2, September 2014
- Wandmalerei „Mariengrün“, Berlin, Waldsassener Str. 29, Mai 2014,
- Wandbild „Der Faden der Ariadne“, Berlin, Demminer Str. 10, Juli 2013 (Erstes 3D Wandbild in Berlin)
- Wandmalerei „Zwickauer Damm“ und Farbkonzeption für das EG, Berlin, Zwickauer Damm 12, Juni 2013
- Wandmalerei „Maigrün“ und Farbkonzeption für den Neubau, Bestensee, Am Bahnhof Ostseite, Oktober 2012,
- Wandmalerei „Am alten Osthafen“ und gemalter Stuck, Berlin, Rochowstr. 12, April 2011,
- Wandmalerei „Wohnhaus am Markt“, Bestensee, Am Bahnhof, Juni 2010,
- Wandmalerei Berlin Marzahn, Mehrower Allee 46, September 2009,
- Wandmalerei „Wohnen in Bestensee“, Bestensee, Rathenaustr. 12, Mai 2008,
- Wandmalerei „Feuerwehr“, Zeuthen, Alte Postsr. 8, September 2007,
- 6 Wandmalereien „Landschaften“, Forumcenter Berlin-Köpenick, Bahnhofstr. 33, April 2007,
- Schriftgestaltung „Humboldt-Gymnasium“, Eichwalde, Bahnhofstr. 80, Mai 2003,
- 4 Wandbilder „Antike Landschaften“, Berlin Gendarmenmarkt Gaststätte „Refugium“, Februar 2003
- Wandbild „Amalfi II - Die Italiener“, Berlin, Alt-Tegel 11, Restaurant „Mastrangelo“, August 2002
- Wandbild „Amalfi“, Berlin, Alt-Tegel 11, Restaurant „Mastrangelo“, Mai 2002
- Wandmalerei „Pinocchio“, Eichwalde, Max-Liebermann-Str. 36, Juni 2001
- 2 Deckenbilder „Antike Landschaften“, Berlin Gendarmenmarkt Gaststätte „Refugium“, November 2000
- 2 Wandbilder „Antike Landschaften“, Berlin Gendarmenmarkt Gaststätte „Refugium“, April 2000
- Betreuung einer Wandmalerei „Barnimplatz“, Kinder- und Jugendprojekt, Berlin, Barnimplatz, Juni 1999,
- Schriftgestaltung „ANWALTSGEHEIMNIS KUNSTSTÜCKE BUCHSTABENTREUE“, Berlin, Gipsstraße 38, April 1998,
- Wandmalerei „Kleider machen Leute“, Berlin, Alfred-Kowalke-Straße 34, Juni 1997,
- Wandmalerei „Kugellager“, Berlin, Alfred-Kowalke-Straße 34, Oktober 1995,
- Wandmalerei für einen Jugendclub „Frei-Zeit“, Berlin, Ludwig-Renn-Str. 68, März 1994,
- 2 Wandbilder „Stadt-Land“, Berlin, Uranusstr. 19, April 1991,
- 6 Wandbilder „Die Jahreszeiten“, Berlin, Otto-Winzer-Straße 38–46, Juni 1987